# ユー・ピープル 〜僕らはこんなに違うけど〜
『ユー・ピープル 〜僕らはこんなに違うけど〜』（ユーピープル ぼくらはこんなにちがうけど、You People）は、2023年のアメリカ合衆国のロマンティック・コメディ映画。ケニヤ・バリスが監督し、ジョナ・ヒルと共同脚本を務めた。ストーリーは、異人種間、異宗教のカップル、つまりリベラルエリート出身の世俗的なユダヤ人男性と、反ユダヤ主義で黒人民族主義者の両親を持つネーション・オブ・イスラムの女性に焦点を当て、彼らの家族が文化の衝突、社会の期待、世代の違いにどのように向き合うかに焦点を当てている。
批評家たちはこの映画を『招かれざる客』（1967年）の現代版だと分析しているが、アフリカ系アメリカ人とユダヤ人の関係をめぐる対立はさらに鋭くなっている。
『ユー・ピープル 〜僕らはこんなに違うけど〜』は2023年1月20日に一部の劇場で公開され、その後1月27日にNetflixでストリーミング配信された。バリス監督の長編映画としては初となる。批評家からは賛否両論の評価を受けた。

## キャスト
※括弧内は日本語吹替。
- エズラ - ジョナ・ヒル（落合福嗣）
- アミラ - ローレン・ロンドン（渡辺明乃）
- アクバル - エディ・マーフィ（山寺宏一）
- シェリー - ジュリア・ルイス＝ドレイファス（杉村理加）
- アーノルド - デヴィッド・ドゥカヴニー（てらそままさき）
- ファティマ - ニア・ロング（五十嵐麗）
- EJおじさん - マイク・エップス（茶風林）
- モー - サム・ジェイ（八百屋杏）
- オマール - トラヴィス・ベネット
- ライザ - モリー・ゴードン
- デメトリウス - デオン・コール
- ベッカ - アンドレア・サヴェージ（河合紗希子）
- グリーンバウム氏 - エリオット・グールド（及川いぞう）
- バビー - リー・パールマン（小野洋子）
- シェエラ - ララ・アンソニー
- ティファニー - ヤング・マイアミ
- レニー - カディジャ・ハック
- アイザック - ブライアン・グリーンバーグ
- ダニー - ジョーダン・ファーストマン
- ドン・ウッド -マット・ウォルシュ（及川いぞう）
- キム・グラスマン - エミリー・アルック
- グリーンウォルド氏 - ハル・リンデン（石原辰己）
- グリーンウォルド夫人 - ウィニー・ホルツマン
- グリーン医師 - リチャード・ベンジャミン（小林操）
- クリス - ダグ・ホール
- 理髪師 - アンソニー・アンダーソン
- ナディーンおばさん - キム・ホイットリー（定岡小百合）

- 日本語吹替版その他出演：福原綾香、柳生拓哉、細越みちこ、村松恭子、川口啓史、山口協佳、俊藤光利、ロバートウォーターマン、平田裕香、川﨑芽衣子、斉藤淳、渡辺聡、酒元信行、樋山雄作、並木愛枝、罍陽子

- 日本語吹替版制作スタッフ 演出：藤本直樹、翻訳：柳澤由美、調整：土井拓海、録音：廣嶋瑛美／宇津木拓也、スタジオ：オムニバス・ジャパン、制作進行：橋本陽大、制作：ACクリエイト

## 製作
2021年6月、ジョナ・ヒルがケニヤ・バリス監督、ヒルとバリス共同脚本のNetflixコメディ映画に主演すると報じられた。 2021年8月、エディ・マーフィが主演することが発表された。2021年9月、ジュリア・ルイス＝ドレイファス、ローレン・ロンドン、サム・ジェイ、モリー・ゴードンがキャストに加わった。2021年10月、デヴィッド・ドゥカヴニー、ニア・ロング、トラヴィス・ベネット、アンドレア・サヴェージ、リー・パールマン、ララ・アンソニー、ディオン・コールなど、さらに多くのキャストメンバーが映画に加わった。2021年11月、エミリー・アルルック、ブライアン・グリーンバーグ、アンドリュー・シュルツ、ジョーダン・ファーストマンがキャストに加わった。
撮影は2021年10月にロサンゼルスで始まった。

## 公開
本作は2023年1月20日に一部の劇場で公開された。2023年1月27日にNetflixで配信された。
本作は公開初週にNetflixの英語圏のトップ10リストで1位にデビューし、5565万時間ストリーミングされた。公開から2023年6月までの間に、総視聴時間は1億8180万時間（9240万回再生に相当）に達した。